# Yekutiel ben Isaac
Yequtiel ben Isaac (... – 1039) è stato un poeta e teologo ebreo-ispanico, talmudista e visir della taifa di Saragozza, nella prima metà del XI secolo.

## Biografia
Giunse alla corte di Múndir II fuggendo dalle guerre civili occorse durante la crisi del Califfato di Cordova agli inizi dell'XI secolo. Lì fu insegnante del giovane malagueño Ibn Gabirol, più conosciuto come Avicebron e il re Mundir lo elevò alla dignità di gran visir, un equivalente di quello che oggi conosciamo come capo di governo. Approfittando della sua carica protesse e attrasse altri suoi correligionari alla corte di Saragozza come il grammatico Marwan Yonah ben Yanah o Mose ha Kohen ben Chiquitilla.
Ben Isaac fu assassinato nel 1039 durante i disordini avvenuti a Saragozza a seguito del colpo di stato perpetrato da Abd Allah ibn Hákam, in cui era implicato a causa dell'alto incarico che aveva ricoperto presso il re detronizzato Mundir II. La sua morte fu cantata in sentite elegie dal suo allievo Ibn Gabirol. 